# Liste der Pfarren im Dekanat Neunkirchen
Das Dekanat Neunkirchen ist ein Dekanat im Vikariat Unter dem Wienerwald der römisch-katholischen Erzdiözese Wien.

## Pfarren mit Kirchengebäuden und Kapellen
| Pfarre                      | Pfarrverband/Seelsorgeraum | Ink.                  | Seit    | Patrozinium             | Kirchengebäude und Kapellen                                                                                                   | Bild                               |
| Grünbach am Schneeberg      | Schneebergpfarren          |                       | um 1400 | St. Michael             | Pfarrkirche Grünbach am Schneeberg                                                                                            | Pfarrkirche Grünbach               |
| Maria Kirchbüchl-Rothengrub | Stiftspfarren Hohe Wand    | Heiligenkreuz (OCist) | 1750    | Mariä Geburt            | Pfarr- und Wallfahrtskirche Unterhöflein Kapelle in Rothengrub                                                                | Wallfahrtskirche Maria Kirchbüchl  |
| Maiersdorf                  | Stiftspfarren Hohe Wand    | Heiligenkreuz (OCist) | 1783    | St. Johannes der Täufer | Pfarrkirche Maiersdorf Pankratiuskirche                                                                                       | Pfarrkirche Maiersdorf             |
| Muthmannsdorf               | Stiftspfarren Hohe Wand    | Heiligenkreuz (OCist) | um 1100 | St. Peter und Paul      | Pfarrkirche Muthmannsdorf Engelbertkirche Hohe Wand als Filialkirche Stollhof                                                 | Pfarrkirche Muthmannsdorf          |
| Neunkirchen                 |                            | Minoriten (OFMConv)   | 1094    | Mariä Himmelfahrt       | Stadtpfarrkirche Neunkirchen Marien-Dankes-Kirche Wartmannstetten, Filialkirche Peisching, Kapelle im Krankenhaus Neunkirchen | Stadtpfarrkirche Maria Himmelfahrt |
| Pottschach                  | Gfiederbergpfarren         |                       | um 1550 | St. Dionysius           | Pfarrkirche Pottschach Schlosskapelle Vöstenhof                                                                               | Pfarrkirche Pottschach             |
| Puchberg am Schneeberg      | Schneebergpfarren          |                       | um 1450 | St. Vitus               | Pfarrkirche Puchberg am Schneeberg Elisabethkirche (Hochschneeberg)                                                           | Pfarrkirche St. Vitus              |
| Sieding (Expositur)         | Gfiederbergpfarren         |                       | 1948    | Mariahilf               | Filialkirche Sieding Kapelle in Thann                                                                                         | Pfarrkirche Sieding                |
| St. Johann am Steinfeld     | Gfiederbergpfarren         |                       | 1783    | St. Johannes der Täufer | Pfarrkirche St. Johann am Steinfeld                                                                                           | Pfarrkirche St. Johann             |
| St. Lorenzen am Steinfeld   | Stiftspfarren Hohe Wand    | Heiligenkreuz (OCist) | um 1158 | St. Laurentius          | Pfarrkirche St. Lorenzen am Steinfeld Kapelle in Mollram, Kapelle in Raglitz                                                  | Pfarrkirche St. Lorenzen           |
| Ternitz                     | Gfiederbergpfarren         |                       | 1936    | Heiligstes Herz Jesu    | Stadtpfarrkirche Ternitz | Pfarrkirche Ternitz                |
| Würflach                    | Stiftspfarren Hohe Wand    | Heiligenkreuz (OCist) | 1783    | St. Anna                | Pfarrkirche Würflach Kapelle in Hettmannsdorf                                                                                 | Pfarrkirche Würflach               |

## Dekanat Neunkirchen
Das Dekanat umfasst 11 Pfarren und eine Expositur im südlichen Niederösterreich.
Diözesaner Entwicklungsprozess
Am 29. November 2015 wurden für alle Pfarren der Erzdiözese Wien Entwicklungsräume definiert. Die Pfarren sollen in den Entwicklungsräumen stärker zusammenarbeiten, Pfarrverbände oder Seelsorgeräume bilden. Am Ende des Prozesses sollen aus den Entwicklungsräumen neue Pfarren entstehen. Im Dekanat Neunkirchen wurden folgende Entwicklungsräume festgelegt:
- Pottschach, St. Johann am Steinfeld, Ternitz und Sieding
- Neunkirchen
- Grünbach am Schneeberg und Puchberg am Schneeberg
- Maiersdorf, Maria Kirchbüchl-Rothengrub, Muthmannsdorf, St. Lorenzen am Steinfeld und Würflach

Die Pfarren Maiersdorf, Muthmannsdorf, beide vorher Dekanat Wiener Neustadt und Pottschach, vorher Dekanat Gloggnitz, wurden am 1. September 2016 Teil des Dekanats Neunkirchen.
Die Pfarren Pitten und Seebenstein wurden am 1. September 2016 Teil des Dekanats Lanzenkirchen und die Pfarre St. Egyden am Steinfeld Teil des Dekanats Wiener Neustadt.
Dechanten
- 0000–2007 Josef Spreitzhofer, Moderator von Seebenstein
- 2007–2016 David Ringel OCist, Pfarrer von St. Lorenzen am Steinfeld
- 2016–0000 Wolfgang Berger, Moderator von Puchberg am Schneeberg und Grünbach am Schneeberg